# Edvard Benedicks
Edvard Benedicks, né le 9 février 1879 à Menton (France) et mort le 24 août 1960 à Stockholm (Suède), est un tireur sportif suédois.

## Palmarès
- Jeux olympiques d'été de 1912 à Stockholm :
  -  Médaille d'argent au tir au cerf courant coup double à 100 m.

- Jeux olympiques d'été de 1920 à Anvers :
  -  Médaille d'argent au tir au cerf courant coup double à 100 m par équipes.